# Jeff Perry
Jeff Perry (Highland Park, 16 agosto 1955) è un attore statunitense.
È conosciuto principalmente per aver recitato in importanti serie televisive, come Nash Bridges, dove interpreta l'ispettore di polizia Harvey Leek, Prison Break, dove interpreta Terrence Steadman, Grey's Anatomy, dove interpreta Thatcher Grey, il padre di Meredith Grey, e soprattutto Scandal, dove interpreta Cyrus Beene, il Capo dello Staff della Casa Bianca.

## Biografia
Jeff Perry nasce ad Highland Park in Illinois, figlio di un professore della Highland Park High School. Ancora giovane la sua sorella maggiore Jo lo portò a fare un provino al Ravinia Festival, dove l'American Conservatory Theater lo prese per interpretare una parte nell'opera teatrale di Luigi Pirandello Sei personaggi in cerca d'autore. È uno dei co-fondatori della Steppenwolf Theatre Company di Chicago. Lui e i suoi compagni di scuola Gary Sinise e Terry Kinney fondarono questa compagnia teatrale in una cantina di una chiesa cittadina. Da allora è cresciuta molto, diventando una compagnia teatrale nazionale che include tra gli altri John Malkovich, John Mahoney e Joan Allen. Perry rimane ancora adesso un Direttore Artistico ed Esecutivo insieme ai co-fondatori Kinney e Sinise.
Dopo aver passato quasi vent'anni a recitare con la sua compagnia teatrale, nel 1987 andò a Los Angeles dove iniziò la sua carriera di attore televisivo e cinematografico. Perry è molto conosciuto per aver recitato nel ruolo dell'ispettore di polizia Harvey Leek nella serie televisiva poliziesca Nash Bridges, accanto a Don Johnson. Sempre in ambito poliziesco recita come superiore di Kevin Bacon nel thriller Sex Crimes - Giochi pericolosi (1998). Le sue apparizioni comprendono film e serie televisive importanti, tra le quali vanno ricordate Rischiose abitudini (1990), My So-Called Life (1994), West Wing - Tutti gli uomini del Presidente (1999), The Practice - Professione avvocati (2003), La macchia umana, Lost (2005), Cold Case - Delitti irrisolti (2006), Raines (2007) e alcuni episodi di Grey's Anatomy, come padre di Meredith e Lexie Grey. Ha inoltre recitato in alcuni episodi di Prison Break sostituendo John Billingsley nel ruolo di Terrence Steadman. Attualmente recita in uno dei ruoli principali del political drama Scandal, dove interpreta Cyrus Beene, Capo del Gabinetto della Casa Bianca.
Perry ha recitato anche in parecchie produzioni teatrali. Queste includono anche Time of your Life (a San Francisco e Seattle), Grapes of Wrath (Broadway e Londra) e The Caretaker (Broadway). Attualmente è il protagonista a Broadway nella commedia di Tracy Letts August: Osage County, che era stata originariamente creata allo Steppenwolf Theatre di Chicago. Dal 2022 al 2023 ha partecipato alla serie televisiva Daily Alaskan.

## Vita privata
È stato sposato con l'attrice Laurie Metcalf con cui nel 1983 ha avuto una figlia, l'attrice Zoe Perry, ma successivamente hanno divorziato. Attualmente è sposato con la direttrice del casting di Grey's Anatomy Linda Lowy, dalla quale ha avuto un'altra figlia di nome Leah.

## Filmografia parziale

### Cinema
- Ricorda il mio nome (Remember My Name), regia di Alan Rudolph (1978)
- Un matrimonio (A Wedding), regia di Robert Altman (1978)
- In fuga per tre (Three Fugitives), regia di Francis Veber (1989)
- Rischiose abitudini (The Grifters), regia di Stephen Frears (1990)
- Un marito di troppo (Hard Promises), regia di Martin Davidson (1991)
- Life on the Edge, regia di Andrew Yates (1992)
- Il mistero di Storyville (Storyville), regia di Mark Frost (1992)
- Naked Instinct, regia di David DeCoteau (1993)
- Body of Evidence, regia di Uli Edel (1993)
- Playmaker, regia di Yuri Zeltser (1994)
- Sex Crimes - Giochi pericolosi (Wild Things), regia di John McNaughton (1998)
- La macchia umana (The Human Stain), regia di Robert Benton (2003)
- Memorie di pesce rosso (Diminished Capacity), regia di Terry Kinney (2008)
- Lizzie, regia di Craig William Macneill (2018)
- La verità negata, regia di Edward Zwick (2018)

### Televisione
- Say Goodnight, Gracie, regia di Patterson Denny e Austin Pendleton – film TV (1983)
- Tales from the Hollywood Hills: Closed Set, regia di Mollie Miller – film TV (1988)
- Casa Keaton (Family Ties) – serie TV, episodio 7x11 (1989)
- Colombo (Columbo) – serie TV, episodio 8x02 (1989)
- Roe vs. Wade, regia di Gregory Hoblit – film TV (1989)
- Giorni di fuoco (The Final Days) – film TV, regia di Richard Pearce (1989)
- In famiglia e con gli amici (Thirtysomething) – serie TV, episodi 3x09-4x13 (1989, 1991)
- Shannon's Deal – serie TV, episodio 1x04 (1990)
- E giustizia per tutti (Equal Justice) – serie TV, episodio 1x10 (1990)
- Flash (The Flash) – serie TV, episodio 1x02 (1990)
- The Grapes of Wrath, regia di Kirk Browning e Frank Galati – film TV (1991)
- Oltre il ponte (Brooklyn Bridge) – serie TV, episodi 1x04-1x08 (1991)
- Civil Wars – serie TV, episodio 1x01 (1991)
- A Private Matter, regia di Joan Micklin Silver – film TV (1992)
- Casualties of Love: The Long Island Lolita Story, regia di John Herzfeld – film TV (1993)
- Senza movente (Murder in the Heartland), regia di Robert Markowitz – miniserie TV (1993)
- L.A. Law - Avvocati a Los Angeles (L.A. Law) – serie TV, episodi 8x01-8x02-8x03 (1993)
- My So-Called Life – serie TV, 4 episodi (1994-1995)
- Kingfish: A Story of Huey P. Long – film TV, regia di Thomas Schlamme (1995)
- Chicago Hope – serie TV, episodi 1x13-1x20-2x07 (1995)
- American Gothic – serie TV, episodio 1x10 (1996)
- Nash Bridges – serie TV, 112 episodi (1996-2001)
- Terrore sull'Everest (Into Thin Air: Death on Everest), regia di Robert Markowitz – film TV (1997)
- Lansky - Un cervello al servizio della mafia (Lansky), regia di John McNaughton – film TV (1999)
- Frasier – serie TV, episodio 9x18 (2002)
- NYPD - New York Police Department (NYPD Blue) – serie TV, episodio 10x15 (2003)
- E.R. - Medici in prima linea (E.R.) – serie TV, episodio 9x16 (2003)
- West Wing - Tutti gli uomini del Presidente (The West Wing) – serie TV, episodio 4x18 (2003)
- The District – serie TV, episodio 3x17 (2003)
- CSI - Scena del crimine (CSI: Crime Scene Investigation) – serie TV, episodi 3x20-10x22 (2003, 2010)
- The Practice - Professione avvocati (The Practice) – serie TV, episodio 8x01 (2003)
- Lost – serie TV, episodio 1x16 (2005)
- Law & Order - Il verdetto (Law & Order: Trial by Jury) – serie TV, episodio 1x07 (2005)
- Numb3rs – serie TV, episodio 2x04 (2005)
- Invasion – serie TV, episodio 1x05 (2005)
- Close to Home - Giustizia ad ogni costo (Close to Home) – serie TV, 1x05 episodio (2005)
- Cold Case - Delitti irrisolti (Cold Case) – serie TV, episodio 3x17 (2006)
- Crossing Jordan – serie TV, episodio 5x20 (2006)
- Prison Break – serie TV, 4 episodi (2006-2007)
- Grey's Anatomy – serie TV, 15 episodi (2006-2009, 2011, 2019)
- The Valley of Light – film TV, regia di Brent Shields (2007)
- Raines – serie TV, episodio 1x01 (2007)
- Side Order of Life – serie TV, episodio 1x01 (2007)
- American Dad! – serie animata, episodio 3x04 (2009) – voce
- Saving Grace – serie TV, episodio 2x08 (2009)
- Eleventh Hour – serie TV, episodio 1x18 (2009)
- Fringe – serie TV, episodio 2x10 (2009)
- CSI: NY – serie TV, episodio 6x12 (2010)
- Scandal – serie TV, 118 episodi (2012-2018)
- Dirty John – serie TV, 4 episodi (2018-2020)
- One Dollar – serie TV, episodi 1x04-1x08-1x10 (2018)
- Nash Bridges, regia di Greg Beeman – film TV (2021)
- Inventing Anna – miniserie TV, 9 puntate (2022)
- Daily Alaskan (Alaska Daily) – serie TV (2022 - in corso)
- Monsters: La storia di Lyle Ed Erik Menendez (Monsters: The Lyle and Erik Menendez Story) - serie TV (2024)

## Doppiatori italiani
Nelle versioni in italiano delle opere in cui ha recitato, Jeff Perry è stato doppiato da:
- Gianluca Tusco in Colombo, Nash Bridges
- Antonio Sanna in Sex crimes - Giochi pericolosi, Inventing Anna
- Antonio Palumbo in E.R. - Medici in prima linea, Daily Alaskan
- Gino La Monica in Law & Order: Il verdetto, Grey's Anatomy
- Gerolamo Alchieri in Trial by Fire, Monsters: la storia di Lyle ed Erik Menendez
- Leo Gullotta in Un matrimonio
- Marco Mete in Terrore sull'Everest
- Luca Dal Fabbro in Lansky - Un cervello al servizio della mafia
- Cesare Barbetti in CSI - Scena del crimine (ep. 3x20)
- Vladimiro Conti in CSI - Scena del crimine (ep. 10x22)
- Guido Sagliocca in The District
- Roberto Stocchi in Numb3rs
- Ennio Coltorti in Lost
- Pierluigi Astore in Prison Break
- Giovanni Petrucci in Grey's Anatomy (ep. 2x18)
- Stefano De Sando in Grey's Anatomy (ep. 2x22)
- Mino Caprio in Crossing Jordan
- Saverio Moriones in Close to Home - Giustizia ad ogni costo
- Sergio Di Giulio in Cold Case - Delitti irrisolti
- Wladimiro Grana in Side Order of Life
- Fabrizio Russotto in Memorie di pesce rosso
- Ambrogio Colombo in Fringe
- Toni Orlandi in CSI: NY
- Massimiliano Lotti in Scandal
- Michele Gammino in Dirty John